# Kosore
 Kosore su naselje (selo) koje se nalazi 3 kilometara sjeverno od grada Vrlike.

## Zemljopisni položaj
Naselje Kosore se nalazi na rubu Vrličkog polja između planine Dinare i Svilaje na otprilike 400 metara nadmorske visine. Uz samo naselje prolazi cesta D1, koja veže obližnji Knin s Vrlikom.
Kosore se sastoje od sljedećih zaselaka:
- Lelasi
- Ercezi
- Lakići
- Lisičari
- Klepići
- Mišine
- Radnići
- Mučale
- Arnauti
- Jovići
- Kosorčići
- Bodrožinci
- Medići
- Utrženi
- Ivančići

## Stanovništvo
Kao i većina naselja ovog dijela Dalmatinske Zagore broj stanovnika je u opadanju, što zbog Domovinskog rata, što zbog nedostupnosti školovanja, bolnica, vodovoa, telefonije i električne energije.[nedostaje izvor]
| broj stanovnika | 310   | 287   | 294   | 332   | 398   | 469   | 507   | 608   | 658   | 653   | 626   | 609   | 482   | 431   | 238   | 191   | 134   |
|                 | 1857. | 1869. | 1880. | 1890. | 1900. | 1910. | 1921. | 1931. | 1948. | 1953. | 1961. | 1971. | 1981. | 1991. | 2001. | 2011. | 2021. |

## Povijest
U NOB-u su tijekom Drugog svjetskog rata sudjelovala 64 stanovnika.

## Gospodarstvo
Na području Kosora nalazi se gospodarska zona u kojoj je uz neke olakšice omogućeno investitorima pogodniji uvjeti rada a lokalno stanovništvo pronašlo stalan posao i izvor prihoda. Zbog iznimnog zanimanja investitora za ovu gospodarsku zonu grad Vrlika je namjerava proširiti za dodatnih 28 hektara.
Preostalo stanovništvo naselja Koljane bavi se uzgojem ovaca i krava te poljoprivredom za vlastite potrebe.
Na području Radne zone Kosore gradila se 2019. Sunčana elektrana Vrlika Jug.